# بیمارستان بوستان اهواز
بیمارستان بوستان اهواز یا بیمارستان روانپزشکی بوستان یک بیمارستان اختصاصی روانپزشکی وابسته به بنیاد جانبازان می‌باشد که از سال ۷۱ به عنوان مرکز نگهداری تأسیس شد و جانبازان برگشته از جنگ در این مرکز درمان سرپایی می‌شدند. این بیمارستان به تدریج ساماندهی گرید و از سال ۷۶ نام آن به بیمارستان بوستان تغییر یافت. این بیمارستان دارای ۸۵ تخت بستری و سه بخش اورژانس، حاد و مزمن ، آزمایشگاه طبی ، درمانگاه اعصاب و روان، درمانگاه داخلی و پزشک عمومی می‌باشد.اورژانس این مرکز شبانه روزای به صورت سه سال متوالی به عنوان بیمارستان درجه یک ارزشیابی شده‌است.